# Brancsikia aeroplana
Brancsikia aeroplana (лат.) — вид богомолов из нового (описанного в 2019 году) семейства Majangidae и монотипического подсемейства Brancsikiinae. Наземный богомол, замаскированный под опавшие листья и обитающий на лесной постилке. Эндемик острова Мадагаскар. Ранее считалось, что он состоит в родстве с маскирующимися под опавшие листья богомолами из Юго-Восточной Азии — Deroplatys. Но теперь считается, что их сходство является результатом конвергенции.